# Macrotomoderus macrocephalus
 Macrotomoderus macrocephalus es una especie de coleóptero de la familia Anthicidae.

## Distribución geográfica
Habita en Malasia.